# Pseudotinea
Pseudotinea es un género de mariposas de la familia Riodinidae.

## Descripción
Especie tipo por designación original Calydna volcanicus Callaghan y Salazar, 1997.

## Diversidad
Existen cinco especies reconocidas en el género, todas ellas tienen distribución neotropical.